# Kerbal Space Program 2
| Kerbal Space Program 2 공식 예고편               |
| ------------------------------------------------ |
| Kerbal Space Program 2 공식 시네마틱 발표 예고편 |

한국시간 2019년 8월 20일에 공개된 Kerbal Space Program의 후속작. Squad사가 개발했던 전작과는 달리 Star Theory Games가 개발한다.
트레일러 영상은 KSP 1의 팬 영상인 BUILD FLY DREAM을 오마주한 것이다. 배경음악 또한 'M83 - Outro'로 동일하다. 착륙선이 넘어졌는데도 신경도 안 쓰고, 달에서의 일출을 감상하는 것을 시작으로 이리저리 충돌하고, 멀쩡히 착륙했는데도 갑자기 넘어져 기지가 박살나는 등등 KSP 플레이의 모든 것을 보여준다. 실제 게임 영상은 아니지만 오리온 프로젝트의 핵 펄스 엔진과 로버 조종, 멀티플레이, 기지 건설 등 게임에 등장하게 될 다양한 요소를 보여주고 있다. 이 영상 제작을 위해 제작진은 BUILD FLY DREAM의 제작자인 Shaun Esau에게 연락을 했으며 영상의 마지막에 감사의 인사를 남겼다. #

## 발매 전 정보
알려진 정보는 다음과 같다.

### 게임으로서
- 2020년 3월 말에 출시 예정이었으나 잠정 연기되어 2021년 가을 출시 예정 #[3]
- 가격은 59.99 USD[4]
- PC로 먼저 출시후 콘솔로 출시
- 한국어 공식 지원
- 특정 스토어로의 배포는 이루어지지 않으며, 스팀, GOG로의 동시발매가 이루어질 것.
- 2020년 2월 21일 개발자들의 인터뷰와 함께 pre-Alpha 캡처가 올라왔다.

### 전작과의 차이점
- 향상된 게임 플레이
- 새로운 그래픽 튜토리얼
- UI 개선
- 로켓 조립 및 비행 인터페이스 개편

- 차세대 기술
- 기술적으로 진보한 엔진, 부품, 연료 추가

- 우주 식민지
- 지상 구조물, 우주정거장, 거주지 건설 가능
- 자원을 수집해 현지에서도 건설 가능한 것으로 추정
- 새로운 종류의 연료 생산

- 성간 탐사
- 상술한 차세대 기술, 식민지, 자원 수집이 모두 동원될 것으로 추정
- 커볼라(Kerbolar) 성계 바깥의 여러 새로운 천체 추가
- 오빈(Ovin): 강한 중력과 함께 고리를 가진 슈퍼 지구
- 라스크(Rask)와 러스크(Rusk): 쌍성
- 위 두 가지 외에도 많음

- 멀티플레이/모딩 친화적
- 엔진 개편으로 모더들에게 더 다양한 옵션 선사

- 물리 엔진 개선
- 차량 몰리 엔진에 집중
- 다양한 사양의 PC에 적용 예상

이외 더 자세한 정보는 KSP 포럼 마스터 스레드(영어)에서 읽울 수 있다.

## 개발연기와 개발사 변경
코로나 19의 충격이 게임업계에도 전해지면서 기존 2021년 봄에 출시하기로 한 일정이 2021년 가을로 연기되었다. 트위터 그러던 와중 갑자기 개발사가 Intercept games라는 개발사로 변경되었다는 소식이 KSP공홈에 들려왔다. 갑작스러운 개발사 교체로 혼란스러운 와중 블룸버그 소속의 제이슨 슈라이어가 내놓은 뉴스 기사로 앞뒤사정이 공개되었다.
T2(테이크 투)는 스타 시어리를 아에 인수하고 싶었다. 허나 스타 시어리의 경영진들은 이를 반대했고, 이에 T2는 '인터셉트 게임즈'라 불리는 비어있는 산하 회사를 만들어 스타 시어리 내부 인원들을 꼬드겨 자신들의 산하 회사로써의 자연스러운 이동을 유도하게 했다. 이에 메인 개발팀을 포함한 대부분의 개발진이 스타 시어리에 남아있더라도 결국 지원을 해주지 않으면 게임 개발 자체가 수포가 될 것이라고 생각해 인터셉트 게임즈로 자리를 옮겼다.
남은 스타 시어리의 인원들은 자신들이 나머지 개발을 마저 진행하여 연중에 열리는 컨퍼런스에서 새로운 퍼블리셔를 찾기 위해 준비하였으나, 코로나로 인한 위기로 인해 컨퍼런스 자체가 취소되면서 결국에는 인터셉트 게임즈로 모든 권한이 넘어오게 되었다.
쉽게 정리하자면 T2가 체급과 돈로 스타 시어리의 모든 개발진을 사버려서 스타 시어리를 인수하지 않고도 사실상 KSP2 프로젝트를 강제 흡수한 것. 즉 상술한 3개월 동안의 혼란+코로나로 인해 이렇게 연기된 것이다.
이후 개발사 변경의 충격이 끝나지 않은 것인지 몇 달 지나지 않은 11월경 공식발표상 2022년으로 또 출시연기되었다는 소식을 전했다 #